# Gorliczyna
Gorliczyna – wieś w Polsce położona w województwie podkarpackim, w powiecie przeworskim, w gminie Przeworsk. Leży nad rzeką Mleczką ok. 4 km od Przeworska jadąc w stronę Lublina. Przez wieś przebiegają autostrada A4 (E40) oraz droga wojewódzka nr 835.
W latach 1975–1998 miejscowość administracyjnie należała do województwa przemyskiego.

## Części wsi
| SIMC    | Nazwa        | Rodzaj    |
| ------- | ------------ | --------- |
| 0608983 | Kąty         | część wsi |
| 0608990 | Kruhel       | część wsi |
| 0609008 | Pod Sośniną  | część wsi |
| 0609014 | Podgrzęszcze | osada     |
| 0609020 | Szewnia      | osada     |

## Historia
Początki miejscowości są datowane na czas nadania praw miejskich dla Przeworska (1393) przez króla Władysława Jagiełłę. W przywileju przeworskiego klasztoru bożogrobców z 1394 roku, wymienione są miejscowości: Swantonowa Wola (Świętoniowa Wola), Studziana (dziś Studzian), Dębowa (dziś Dębów), Rozborza (dziś Rozbórz), Mirocin i Arnultowa Wola (dziś Gorliczyna). Obok Przeworska na obszarach włości przeworskiej zakładano nowe osady, których nazwy nieustalone jeszcze w XIV wieku często zmieniały swoje brzmienie. Gorliczyna nazywała się przedtem Arnul(d)towa Wola od pierwszego założyciela osady nazwana tak ok. 1320 roku. Potem określana jako Klimantowa, ostatecznie przyjęła nazwę „Gorliczyna” (Görlitzdorf). Otrzymała taką nazwę, dlatego iż została założona w miejscu po wypaleniu (wygorleniu) lasów. Dokładnej daty powstania miejscowości nie jesteśmy w stanie ustalić, ale opierając się na powyższych danych można określić, że był to wiek XIII. Nazwa osady Gorliczyna w księgach sądowych Krzemienicy występująca jako Görlitzdorf sugeruje, że ludność tej osady mogła pochodzić lub być związana ze słynnym na Śląsku średniowiecznym ośrodkiem przemysłu włókienniczego w Gierlicz (Zgorzelec). Związek ten tłumaczyć można przez silny rozwój przemysłu włókienniczego w Przeworsku w XIV wieku (umiejętności i wysoką techniką produkcyjną przywieźli koloniści z Dolnego Śląska).
W XV wieku rezydujący w Przeworsku podkomorzy przemyski i marszałek koronny Rafał Jakub Jarosławski, wzniósł u bram miasta Przeworsk, lecz na terenie wsi Gorliczyna folwark dwór (Podzamcze), a później zamek – rezydencję, czyniąc z osady drugie gospodarcze centrum klucza przeworskiego zwane później starostwem gorliczyńskim lub gorlickim. Spytko i Rafał Jarosławscy otrzymali w 1458 roku Gorliczynę, Gniewczynę, Tryńczę Wolę i Pawłosiów oraz zamek i miasto Jarosław. Później podzielili się między sobą (jako bracia) tak, iż obaj byli spadkobiercami i zarządzali te włości; dochód dzielili w ten sposób, że Rafał użytkował dobra przeworskie, a Spytko dobra jarosławskie.
W 1479 roku Rafał z Przeworska, marszałek Królestwa Polskiego w Gorliczynie w obecności plebana oraz sołtysów z Młynisk, Grodziska, Tryńczy oraz wójta z Leżajska zrobił zapis na 25 grzywien rocznego dochodu na rzecz szpitala św. Ducha w Rzeszowie na Podzamczu płaconego przez mieszczan Przeworska na ratuszu rajców, ale gdyby tych dóbr nie wystarczyło to miano je uzupełnić z dochodów dóbr gorliczyńskich i wsi do tego majątku należących. Rafał zmarł ok. roku 1505–1509 i po nim został syn Hieronim z Przeworska, na którego przeszły wszelkie dobra przeworsko–jarosławskie (brak męskiego potomka u Spytka). W 1531 roku kasztelan krakowski, wojewoda ruski Jan Amor, hr. na Tarnowie zapisał połowę swej żonie Zofii, córce Krzysztofa Szydłowskiego Tarnów i 25 wsi, w tym z klucza przeworskiego Mokra Strona, Przeworsko i Gorliczyna. Jan Amor zastawił 11 tys. zł i miasto Przeworsko z wsiami Gorliczyną, Gniewczyną, Grząską i innymi Krzysztofowi i Janowi Kobyleńskim. W 1572 roku Jan Krzysztof z Tarnowa procesuje się z Zofią Odrowążówną (o jej rękę starał się król Zygmunt August) o podział tych dóbr. Po drugim małżeństwie z Janem Kostką, Kostkowie weszli w posiadanie części dóbr Tarnowskich. Na zamku w Gorliczynie Zofia spędziła ostatnie lata swego życia do 1590 roku.
W maju 1566 roku na dwór zamku kasztelana Jana Krzysztofa Tarnowskiego przybył Piotr Skarga, który powracał ze Lwowa, gdzie witał nowego arcybiskupa lwowskiego Stanisława Słomowskiego. Piotr Skarga przybył do zamku na specjalne zaproszenie żony Jana Tarnowskiego – Zofii z Odrowążów. Jej życzeniem było, aby jej chory śmiertelnie mąż nawrócił się pod wpływem osoby Piotra Skargi. Całe dzieło nawracania kasztelana powiodło się. Skarga przebywał na zamku do momentu śmierci kasztelana w 1567 roku, pełniąc tam funkcję nadwornego kapelana. Wizyta Skargi w Gorliczynie daje dowody na dużą jego sławę (szczególnie nawracając wielu pogan i Żydów). Pobyt w Gorliczynie był bardzo owocny dla samego Skargi. Dzięki temu, że nawrócił się kasztelan Tarnowski, wdowa darzyła wielką wdzięcznością Piotra Skargę. Zyskał on później wsparcie u Zofii z Odrowążów przy zakładaniu fundacji kolegium jezuickiego w Jarosławiu.

## Kościół
Na terenie części miejscowości, która w 1977 roku została włączona do Przeworska, przy granicy z Gorliczyną znajduje się kościół pw. św. Józefa Sebastiana Pelczara.
W 1989 roku z inicjatywy dziekana ks. Adama Ablewicza powstała prowizoryczna kaplica, którą 18 lipca 1990 roku poświęcił bernardyn z Przeworska o. Jan Kanty Bartnik. 5 maja 1991 roku dziekan ks. Stanisław Szałankiewicz poświęcił plac pod budowę kościoła. W latach 1991–1992 zbudowano murowany kościół, który 25 października 1992 roku poświęcił abp Ignacy Tokarczuk. 16 sierpnia 1993 roku została erygowana parafia św. Józefa Sebastiana Pelczara w Przeworsku-Gorliczynie. Proboszczem został ks. Andrzej Kołodziej. 23 października 2003 roku abp Józef Michalik dokonał konsekracji kościoła.
Parafia przynależy do dekanatu Przeworsk I w archidiecezji przemyskiej.

## Oświata
Początki szkolnictwa w Gorliczynie są datowane na 1864 rok, gdy szkoła była wzmiankowana jako parafialna, w Szematyzmach Galicji i Lodomerii, które podają wykaz szkół ludowych, wraz z nazwiskami ich nauczycieli. Pierwszym nauczycielem był Zygmunt Litwiński. Od 1869 roku była to Szkoła trywialna, a od 1874 roku publiczna jednoklasowa. Szkoły wiejskie były tylko męskie, a od 1890 roku stały się mieszane (koedukacyjne). Od 1904 szkoła posiadała nauczycieli pomocniczych. Pomocnikami byli: Anna Dulębowa (1904-1905), Maria Witkowska (1905-1910), Bronisława Graffowna (1910-1914), Roman Demczuk (1911-1912), Marceli Kozicki (1912-1914).
W 1870 roku książę Tarnowski przekazał działkę pod budowę drewnianej szkoły, którą zbudowano w następnych latach, a mieściła się na miejscu obecnego kościoła. W 1945 roku kierownikiem szkoły został mgr Franciszek Pilek. W 1956 roku oddano do użytku nowy murowany budynek szkolny, a od 1966 roku szkoła była 8-klasowa. W 1977 roku część Gorliczyny włączono do Przeworska i szkoła znalazła się w granicach miasta, jako szkoła podstawowa nr 3. W latach 1991–1995 dokonano rozbudowy szkoły. 7 września 1996 roku odbyła się uroczystość nadania szkole imienia Józefa Piłsudskiego. W 1999 roku na mocy reformy oświaty szkoła została zmieniona na 6-klasową. W 2017 roku na mocy reformy oświaty przywrócono szkołę 8-letnią.
Kierownicy szkoły w Gorliczynie
1863–1865. Zygmunt Litwiński.
1865–1866. Alfred Rewakowicz.
1867–1872. Michał Zawisza.
1872–1875. Posada nie obsadzona.
1875–1876. Józef Kokurewicz.
1876–1877. Jan Kochman.
1877–1880. Kazimierz Fus.
1880–1892. Józef Kawa.
1892–1896. Stanisław Cwakliński.
1896–1897. Helena Kołakowska.
1897–1926. Walentyna Krzechlik.
1938–– ?. Władysław Romański.
Następni dyrektorzy: Franciszek Pilek (1945-1956), Leopold Karp, Jan Osikowski, Krystyna Markowicz, Teresa Drozd, Zofia Krukowska, Ryszard Nowak, Lidia Bułaś.

## Osoby związane z miejscowością
- o. Grzegorz Sroka (1930–2006) – franciszkanin konwentualny, propagator ziołolecznictwa

## Zobacz
- Szkoła Podstawowa nr 3 im. Józefa Piłsudskiego w Przeworsku
- gromada Gorliczyna
- gromada Grzęska
- gromada Przeworsk